# Kabinett Polk

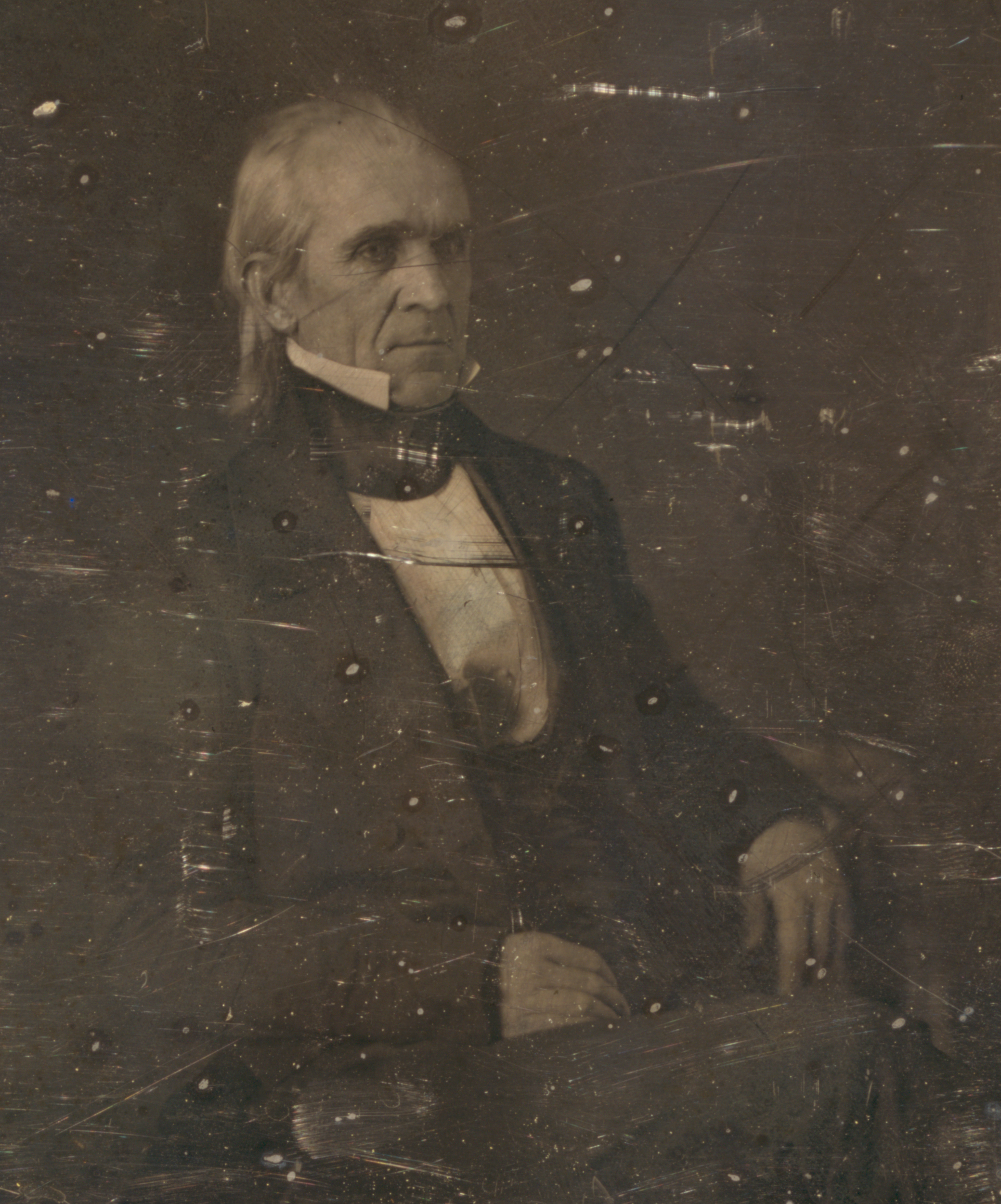
James K. Polk, 11. Präsident der Vereinigten Staaten

James Knox Polk wurde 1844 als Kandidat der Demokratischen Partei zum Präsidenten der Vereinigten Staaten gewählt, wobei er sich gegen den Whig-Politiker Henry Clay durchsetzte. Er war der erste Amtsinhaber, der das
Weiße Haus auf eigenen Wunsch nach einer Wahlperiode verließ und sich nicht um die Wiederwahl bemühte.
In sein Kabinett berief Polk mit dem Demokraten John Y. Mason auch ein Mitglied der vorherigen Regierung. Mason hatte im Kabinett Tyler als Marineminister fungiert und nahm diesen Posten auch unter Polk wieder ein, nachdem er zunächst das Amt des Justizministers ausgeübt hatte. Dies waren die beiden einzigen Ministerien, in denen der Präsident eine personelle Umbesetzung vornahm. Mit James Buchanan gehörte auch ein späterer Präsident als Außenminister dem Kabinett an.
James Polk überlebte das Ende seiner Amtszeit nur um drei Monate.

## Mehrheit im Kongress
| Präsident                         | Präsident         | Kongress | Haus    | Haus    | Senat | Senat              | Gesamt | Gesamt             |
| --------------------------------- | ----------------- | -------- | ------- | ------- | ----- | ------------------ | ------ | ------------------ |
|                                   | James K. Polk (D) | 29.      |         | 142/227 |       | 34/56              |        | Unified government |
| 30.                               | James K. Polk (D) |          | 112/230 | 38/60   |       | Divided government |        |                    |
| Quelle: Repräsentantenhaus, Senat |                   |          |         |         |       |                    |        |                    |

## Das Kabinett
| Ressort / Amt                          | Amtsinhaber           | Partei | Partei       | Zeitraum  | Bild |
| -------------------------------------- | --------------------- | ------ | ------------ | --------- | ---- |
| Präsident der Vereinigten Staaten      | James Knox Polk       |        | Demokrat (D) | 1845–1849 |      |
| Vizepräsident der Vereinigten Staaten  | George Mifflin Dallas |        | D            | 1845–1849 |      |
| Ministerämter                          |                       |        |              |           |      |
| Außenminister der Vereinigten Staaten  | James Buchanan        |        | D            | 1845–1849 |      |
| Finanzminister der Vereinigten Staaten | Robert John Walker    |        | D            | 1845–1849 |      |
| Kriegsminister der Vereinigten Staaten | William Learned Marcy |        | D            | 1845–1849 |      |
| Marineminister der Vereinigten Staaten | George Bancroft       |        | D            | 1845–1846 |      |
| Marineminister der Vereinigten Staaten | John Young Mason      |        | D            | 1846–1849 |      |
| Justizminister der Vereinigten Staaten | John Young Mason      |        | D            | 1845–1846 |      |
| Justizminister der Vereinigten Staaten | Nathan Clifford       |        | D            | 1846–1848 |      |
| Justizminister der Vereinigten Staaten | Isaac Toucey          |        | D            | 1848–1849 |      |
| Postminister der Vereinigten Staaten   | Cave Johnson          |        | D            | 1845–1849 |      |